# 士子孔
士子孔（？—前565年），姬姓，名志，字子孔，又称公子志，是郑穆公与圭妫的儿子，郑灵公和郑襄公的异母兄弟，郑国大夫。
圭妫位次于宋子，但是两人互相亲近，圭妫的儿子士子孔和宋子的儿子子孔也互相亲近。郑简公元年（前565年），士子孔去世。